# La Bóta
La Bóta és una muntanya de 1.027 metres que es troba al municipi de Cornudella de Montsant, a la comarca catalana del Priorat.